# 278
Évszázadok: 2. század – 3. század – 4. század
Évtizedek: 220-as évek – 230-as évek – 240-es évek – 250-es évek – 260-as évek – 270-es évek – 280-as évek – 290-es évek – 300-as évek – 310-es évek – 320-as évek
Évek: 273 – 274 – 275 – 276 –  277 – 278 – 279 – 280 – 281 – 282 – 283

## Események

### Római Birodalom
- Probus császárt és Virius Lupust választják consulnak.
- Probus a birodalom határvidékét fosztogató germánok ellen vonul. Raetiában a Neckar völgyében legyőzi az alemannokat és a lugiusokat (utóbbiak olyan súlyos veszteséget szenvednek, hogy maradékaik a vandálokhoz csatlakoznak). A császár hadvezérei kiszorítják Galliából a frankokat és a burgundokat.
- Probus megerősíti a rajnai limest, majd betör a Rajnán túli germánok területére, egy részüket áttelepíti az elnéptelenedett határprovinciákba és katonai szolgálatra kényszeríti őket. A császár ezután keletnek fordul és a telet az illíriai Sisciában tölti.
- Kis-Ázsiában az isauriai rablóvezér, Lydius a hatalmába keríti Cremna városát. Terentius Marcianus kormányzó hosszas ostrom után elfoglalja a várost és Lydiust megölik.

## Fordítás
- Ez a szócikk részben vagy egészben  a(z)   278 című angol Wikipédia-szócikk ezen változatának fordításán alapul.  Az eredeti cikk szerkesztőit annak laptörténete sorolja fel. Ez a jelzés csupán a megfogalmazás eredetét és a szerzői jogokat jelzi, nem szolgál a cikkben szereplő információk forrásmegjelöléseként.